# Neviusia
Neviusia là một chi thực vật trong họ Rosaceae.

## Các loài
- Neviusia alabamensis
- Neviusia cliftonii
- †Neviusia dunthornei